# Verdeca
Verdeca ist eine autochthone Weißweinsorte Süditaliens, die vorwiegend in der Region Apulien angebaut wird. Sie erbringt einen blassgelb-grünlichen Wein mit neutralem Aroma (in seiner besten Ausprägung verfügt der Weißwein über ein Mandel-Bouquet) und Geschmack. Der mittlere Alkoholgehalt liegt dabei bei mäßigen 11–12 Vol.-%.
Die Sorte dient vor allem als Basis für Vermouth und Cuvées, zum Beispiel für die DOC-Weißweine Locorotondo und Martina Franca. Er wird häufig mit Bianco d’Alessano, Bombino Bianco, Fiano und Malvasia Toscana verschnitten.
Mit dem zunehmenden Rückgang der Verkaufszahlen des Vermouth befinden sich die Anbauflächen der Verdeca ebenfalls auf dem Rückzug. Anfang der 1990er Jahre waren noch 3990 Hektar mit der Verdeca bestockt.

## Synonyme
Die Rebsorte ist auch unter folgenden Namen bekannt: Colombana, Colombana Bianca, Colombana Del Picciolli, Colombana di Peccioli, Colombano, Dore d’Italie, Doree d’Italia, Doree d’Italie, Gambo Rosso, Paradisa, Paradisa di Bologne, Paradisiotto, Paradizia, S. Colombano, San Colombana, San Colombana Bianca, San Colombano, San Colombano Bianca, San Colombano Paradiso d’Italia, Vardea, Verdea Da Tavola, Verdea di Montalto, Verdecana, Verdesa di Montalto, Verdicchio Giallo.

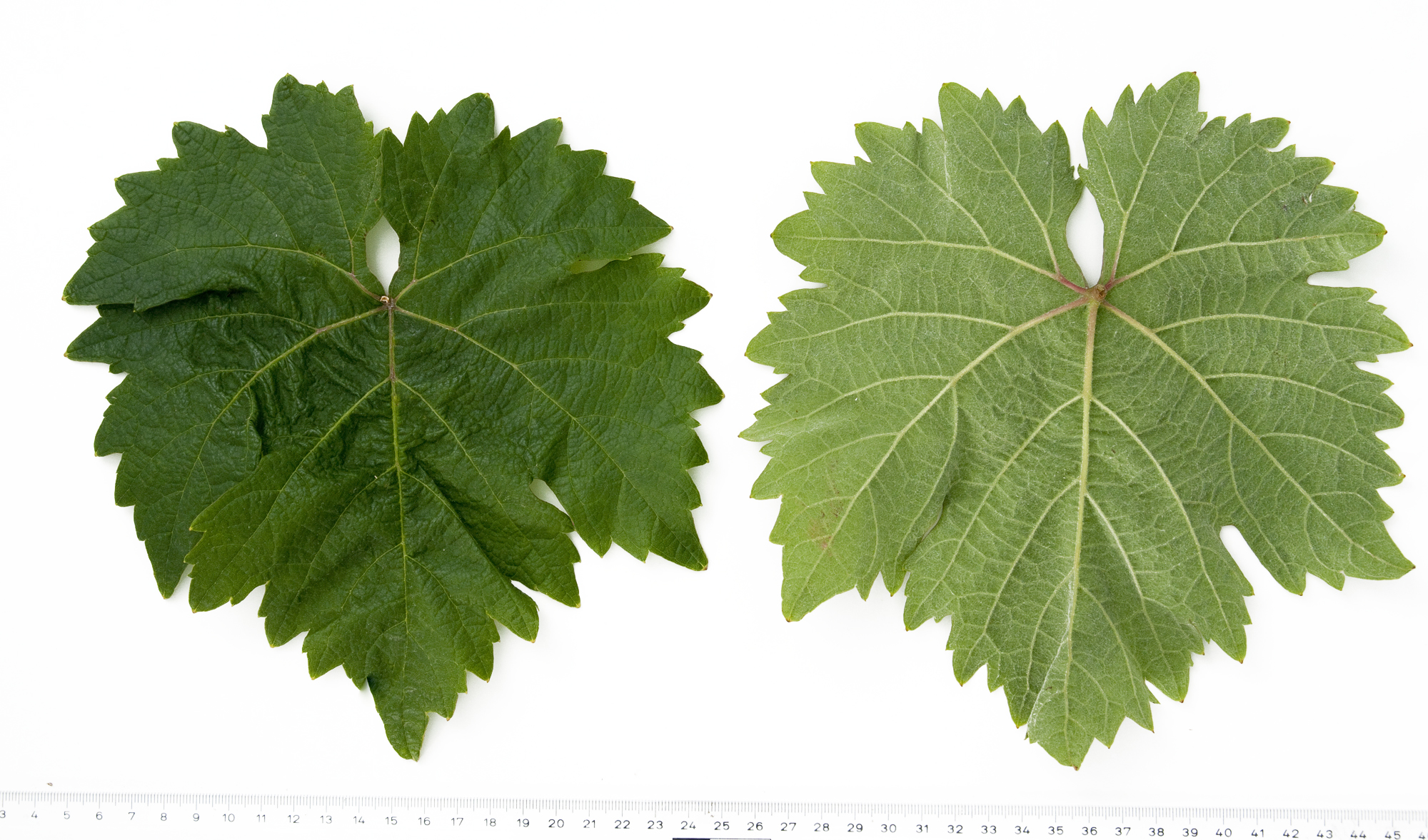
Blatt der italienischen Rebsorte Verdea (Verdeca)

## Ampelographische Sortenmerkmale
In der Ampelographie wird der Habitus folgendermaßen beschrieben:
- Die Triebspitze ist offen. Sie ist weißwollig behaart. Die Jungblätter sind spinnwebig behaart und von blassgrüner bis weißer Farbe.
- Die mittelgroßen bis großen Blätter sind rundlich oder dreilappig und kaum gebuchtet. Die Stielbucht ist lyrenförmig offen. Das Blatt ist stumpf gezahnt. Die Zähne sind im Vergleich zu anderen Sorten breit.
- Die konusförmige Traube ist groß, geschultert und mäßig dichtbeerig. Die rundlichen bis leicht ovalen Beeren sind mittelgroß und von weißlich – grüner Farbe. Der Geschmack der Beeren ist neutral.

Die mäßig wuchskräftige Rebsorte reift ca. 30–35 Tage nach dem Gutedel und gilt somit als sehr spät reifend. Die Erträge sind mittelhoch. Sie ist wenig anfällig gegen den Echten und Falschen Mehltau.